# Шестте императора
„Шестте императора“, преведен на български и като „Шестте бюста на Наполеон“, (на английски: The Adventure of the Six Napoleons) е разказ на писателя Артър Конан Дойл за известния детектив Шерлок Холмс. Включен е в книгата „Завръщането на Шерлок Холмс“, публикувана през 1905 година.

## Сюжет
Внимание:  Текстът по-долу разкрива сюжета на произведението (или части от него)!
На Бейкър Стрийт идва полицейският инспектор Лестрейд и разказва на Холмс и на Уотсън смешна история за това как неизвестен луд унищожава евтини гипсови бюстове на Наполеон. Един от бюстовете е бил разбит в магазина на Морс Хъдсън. Други два бюста е купил лекарят доктор Барникот, голям почитател на Наполеон. Неизвестният първо е влязъл в къщата му, а след това в офиса му, където докторът е приемал пациенти, и е счупил двата бюста на малки парченца. Уотсън предполага, че това е обикновена лудост, но Холмс възразява, че зад тези на пръв поглед безсмислени действия се крие нещо опасно.
Както винаги, Холмс се оказва прав. Още на следващия ден, след разговора с Лестрейд, става обир и убийство. От дома на журналиста Хорас Харкър е откраднат друг гипсов бюст. Когато г-н Харкър се опитва да хване бягащия обирджия, точно на прага на дома си се натъква на труп. Откраднатият бюст отново е счупен на малки парченца.
Полицията установява името на починалия – Пиетро Венучи, италианец, един от най-опасните престъпници в Лондон. В джоба му намират снимка на друг италианец, някой си Бепо. Получавайки копие от тази снимка, Холмс започва да изяснява къде са били произведени счупените бюстове на Наполеони, къде и на кого са били продадени. Оказва се, че има само шест такива бюста и четири от тях вече са унищожени. Холмс намира адресите на още двама купувачи, но най-важното, което той открива е, че Бепо е работил в същата работилница, където са направени гипсовите бюстове.
Холмс предполага, че Бепо търси тези бюстове, и предлага на полицията да направи засада в дома на един от купувачите. Догадката на Холмс се потвърждава и Бепо, който извършва кражбата, е заловен на местопрестъплението. Гипсовият бюст отново е разбит на парчета, които Холмс внимателно изследва.
Сред това Холмс кани на Бейкър Стрийт собственика на последния, шести бюст на Наполеон, г-н Сандъфорд. В присъствието на Уотсън и инспектор Лестрейд, Холмс купува бюста за 10 лири. При това Холмс взема от Сандъфорд бележка, с която той му отстъпва всички права на собственост върху този бюст. След като Сандъфорд си тръгва, Холмс веднага разбива последния бюст и показва на удивените Уотсън и Лестрейд, че вътре в бюста има съкровище – известната черна перла на Борджиите. След това Холмс им обяснява всичко.
Тази черна перла е била на принцеса от рода на Борджиите и преди известно време е била открадната от камериерката на принцесата, Лукреция Венучи, сестра на убития Пиетро. Бепо или е бил техен съучастник, или е откраднал от тях перлата. Скоро след това той е трябвало да бъде арестуван, и бягайки, Бепо е скрил съкровището в един от гипсовите бюстове на Наполеон. След като Бепо е освободен от затвора, той решава да намери перлата и затова започва да краде и да разбива гипсовите бюстове. По време на един от обирите се сблъсква с Пиетро Венучи и го убива.

## Адаптации
Разказът е екранизиран през 1922 г. във Великобритания в едноименния филм с участието на Ейли Норууд в ролята на Холмс и Хюбърт Уилис.
През 1944 г. е филмиран в САЩ със заглавието „Перлата на смъртта“ с участието на Базил Ратбоун като Холмс и Найджъл Брус като Уотсън
Екранизиран е през 1965 г. в едноименен филм във Великобритания с участието на Дъглас Уилмър в ролята на Холмс и на Найджъл Сток като Уотсън.
През 1993 г. разказът е филмиран в Германия във филма „Шестте наполеона“ с участието на Ерих Шелов като Холмс и Пол Едвин Рот като Уотсън.
Разказът е екранизиран през 1986 г. във Великобритания с участието на Джеръми Брет в ролята на Холмс и Едуард Хардуик като Уотсън. 